# Decima (motore grafico)
Il Decima o Decima Engine è un motore grafico proprietario sviluppato dalla software house olandese Guerrilla Games. È stato concepito ed utilizzato la prima volta in Killzone: Shadow Fall, sparatutto in prima persona della medesima software house, pubblicato come titolo di lancio per PlayStation 4 nel 2013.

## Storia
In principio questo motore grafico, creato da Guerrilla, non possedeva ancora un nome nel momento in cui fu utilizzato per la creazione di Killzone: Shadow Fall. Durante il 2015, Guerrilla annunciò che il loro nuovo progetto avrebbe utilizzato la stessa tecnologia di Shadow Fall, leggermente modificata, ovvero l'action RPG Horizon Zero Dawn. Lo stesso anno, la medesima tecnologia, ma pesantemente modificata con motore fisico Havok, venne utilizzata anche per il videogioco di Supermassive Games, Until Dawn.
Durante il 2016, il game director Hideo Kojima, al lavoro con Sony, sul suo nuovo progetto Death Stranding per PlayStation 4, rese noto di come fosse alla ricerca di un nuovo motore grafico per il gioco, fra i quali possibili candidati vi era quello di Guerrilla. Ai The Game Awards 2016, di dicembre, il motore grafico venne mostrato in azione su un trailer di Death Stranding e qui per la prima volta ne venne rivelato il nome ufficiale, Decima, dichiarandone l'utilizzo come motore grafico definitivo per il gioco di Kojima Productions. Il nome "Decima" è stato scelto in riferimento alla località di Dejima, un'isola artificiale sulla costa di Nagasaki  nota per il suo scalo merci olandese, durante il XVII secolo. Per molto tempo, i Paesi Bassi furono l'unico stato straniero autorizzato a commerciare con il Giappone; Kojima ha narrato di come Guerrila gli ha concesso il codice sorgente del motore, in dono, all'interno di una chiave USB contenuta in una scatoletta di legno, e per questo ha voluto onorare lo scambio, con il nome "Decima", simboleggiando la collaborazione tra il suo studio giapponese, e quello dei Guerrilla, olandese, per lo sviluppo e il contributo a migliorare il motore grafico.

### Caratteristiche tecniche
Decima è un motore grafico che possiede sistemi di intelligenza artificiale e un motore fisico integrati; è inoltre in grado di supportare la risoluzione 4K e l'utilizzo dell'high dynamic range imaging.

## Giochi che utilizzano Decima
| Anno | Titolo                          | Piattaforma                                                      | Sviluppatore        |
| ---- | ------------------------------- | ---------------------------------------------------------------- | ------------------- |
| 2013 | Killzone: Shadow Fall           | PlayStation 4                                                    | Guerrilla Games     |
| 2015 | Until Dawn                      | PlayStation 4                                                    | Supermassive Games  |
| 2016 | Until Dawn: Rush of Blood       | PlayStation 4                                                    | Supermassive Games  |
| 2016 | RIGS: Mechanized Combat League  | PlayStation 4                                                    | Guerrilla Cambridge |
| 2017 | Horizon Zero Dawn               | PlayStation 4, PlayStation 5, Microsoft Windows                  | Guerrilla Games     |
| 2019 | Death Stranding                 | PlayStation 4, PlayStation 5, Microsoft Windows, Xbox Series X/S | Kojima Productions  |
| 2022 | Horizon Forbidden West          | PlayStation 4, PlayStation 5, Microsoft Windows                  | Guerrilla Games     |
| 2025 | Death Stranding 2: On the Beach | PlayStation 5                                                    | Kojima Productions  |